# Progressione aritmetica

Una progressione aritmetica

In matematica una progressione aritmetica è una successione di numeri tali che la differenza tra ciascun termine (o elemento) della successione e il suo precedente sia una costante. Tale costante viene detta ragione della progressione. Per esempio, la successione 3, 5, 7, 9, 11, ... è una progressione aritmetica di ragione 2.

## Calcolo
Se il primo termine di una progressione aritmetica è {\displaystyle a_{1}} e la ragione è {\displaystyle d,} allora l'{\displaystyle n}-esimo termine della successione è dato da:
{\displaystyle a_{n}=a_{1}+(n-1)d.}
Tale proprietà può essere estesa a un qualsiasi termine della progressione; si avrà quindi che:
{\displaystyle a_{r}=a_{s}+(r-s)d}
La somma dei numeri di una progressione aritmetica finita si chiama serie aritmetica. La somma {\displaystyle S} dei primi {\displaystyle n} valori di una progressione aritmetica è uguale a:
{\displaystyle S_{n}={1 \over 2}n(a_{1}+a_{n}),}
dove {\displaystyle a_{1}} è il primo termine e {\displaystyle a_{n}} l'{\displaystyle n}-esimo.

### Esempio: somma dei primininteri positivi
Per esempio per trovare la somma dei primi {\displaystyle n} interi positivi {\displaystyle \sum _{k=1}^{n}k,} si calcola:
{\displaystyle \sum _{k=1}^{n}k=1+2+\cdots +n={\frac {n(n+1)}{2}}.}

## Dimostrazione
Si deve dimostrare che {\displaystyle {\frac {n(a_{1}+a_{n})}{2}}=a_{1}+a_{2}+a_{3}+\cdots +a_{n}.} Posizioniamo due progressioni aritmetiche uguali a quella data una sopra l'altra e con gli addendi invertiti di posizione. Ponendo {\displaystyle S} uguale alla somma e andando poi a sommare in verticali gli addendi corrispondenti, abbiamo che:
{\displaystyle S=a_{1}+a_{2}+\cdots +a_{n-1}+a_{n}}
{\displaystyle S=a_{n}+a_{n-1}+\cdots +a_{2}+a_{1}}

{\displaystyle 2S=(a_{1}+a_{n})+(a_{2}+a_{n-1})+\cdots +(a_{n}+a_{1})}
La riga inferiore presenta addendi uguali perché {\displaystyle a_{1}+a_{n}=a_{2}+a_{n-1}=a_{3}+a_{n-2}=\cdots =a_{1}+a_{n}}. Ciò è facilmente dimostrabile. Infatti, ricordando che l'{\displaystyle n}-esimo termine è dato da {\displaystyle a_{1}+(n-1)d}, effettuando le seguenti sostituzioni:
- {\displaystyle a_{2}=a_{1}+d}
- {\displaystyle a_{n-1}=a_{n}-d}

e scrivendo
{\displaystyle a_{1}+a_{n}=(a_{1}+d)+(a_{n}-d),}
si dimostra che
{\displaystyle a_{1}+a_{n}=a_{2}+a_{n-1}.}
Simili uguaglianze sono dimostrabili per gli altri termini della somma. Ma allora, ricordando che la somma della riga inferiore contiene {\displaystyle n} termini
{\displaystyle 2S=n(a_{1}+a_{n})}
dividendo entrambi i membri dell'equazione per {\displaystyle 2}
{\displaystyle S={\frac {n(a_{1}+a_{n})}{2}}.}

## Caratteristiche
Le progressioni aritmetiche forniscono le sequenze di intervalli consecutivi di uguale ampiezza (la ragione); queste sequenze servono per la definizione degli integrali e per le campionature delle funzioni reali di una variabile reale; queste ultime sono utilizzate per la presentazione grafica di queste funzioni in tutti gli odierni sistemi e pacchetti computazionali.
Il teorema di Dirichlet, dimostrato nel 1837 da Peter Gustav Lejeune Dirichlet, afferma che in ogni progressione aritmetica in cui il primo termine {\displaystyle a} e la ragione {\displaystyle d} siano interi coprimi (ossia valga MCD{\displaystyle (a,d)=1}) si trovano infiniti numeri primi.